# Satyrus marucana
Satyrus marucana är en fjärilsart som beskrevs av Charles Oberthür 1925. Satyrus marucana ingår i släktet Satyrus och familjen praktfjärilar. Inga underarter finns listade.